# Hóa học toán
Hóa học toán học hay hóa học toán là lĩnh vực nghiên cứu áp dụng các ứng dụng mới của toán học vào hóa học; nó liên quan chủ yếu đến mô hình toán học của các hiện tượng hóa học. Hóa học toán học đôi khi cũng được gọi là hóa học máy tính, nhưng không nên nhầm lẫn với hóa học tính toán.
Các lĩnh vực nghiên cứu chính trong hóa học toán bao gồm lý thuyết đồ thị hóa học, liên quan đến cấu trúc liên kết như nghiên cứu toán học về đồng phân và phát triển các mô tả tôpô hoặc chỉ số tìm thấy ứng dụng trong các mối quan hệ cấu trúc - định lượng; và các khía cạnh hóa học của lý thuyết nhóm, trong đó tìm thấy các ứng dụng trong hóa học lập thể và hóa học lượng tử.
Lịch sử của môn khoa học này có thể bắt nguồn từ thế kỷ 19. Georg Helm đã công bố một chuyên luận có tiêu đề "Các nguyên tắc của hóa học toán học: Năng lượng của hiện tượng hóa học" vào năm 1894. Một số ấn phẩm định kỳ hiện đại hơn chuyên về lĩnh vực này là MATCH Communications in Mathological and Computer Chemistry, xuất bản lần đầu năm 1975 và Tạp chí Hóa học toán học, xuất bản lần đầu năm 1987. Năm 1986, một loạt các hội nghị thường niên MATH / CHEM / COMP diễn ra tại Dubrovnik đã được Ante Graovac khởi xướng.
Các mô hình cơ bản cho hóa học toán học là đồ thị phân tử và chỉ số tôpô.
Năm 2005, Viện Hóa học Toán Quốc tế (IAMC) được Milan Randić thành lập tại Dubrovnik (Croatia). Viện có 82 thành viên (2009) từ khắp nơi trên thế giới, bao gồm 6 nhà khoa học từng được trao giải thưởng Nobel.